# Świadkowie Jehowy w Słowenii
Świadkowie Jehowy w Słowenii – społeczność wyznaniowa w Słowenii, należąca do ogólnoświatowej wspólnoty Świadków Jehowy, licząca w 2023 roku 1726 głosicieli, należących do 27 zborów. Na dorocznej uroczystości Wieczerzy Pańskiej w 2023 roku zgromadziło się 2727 osób. Działalność miejscowych głosicieli koordynuje Biuro Oddziału w Kamniku.

## Historia

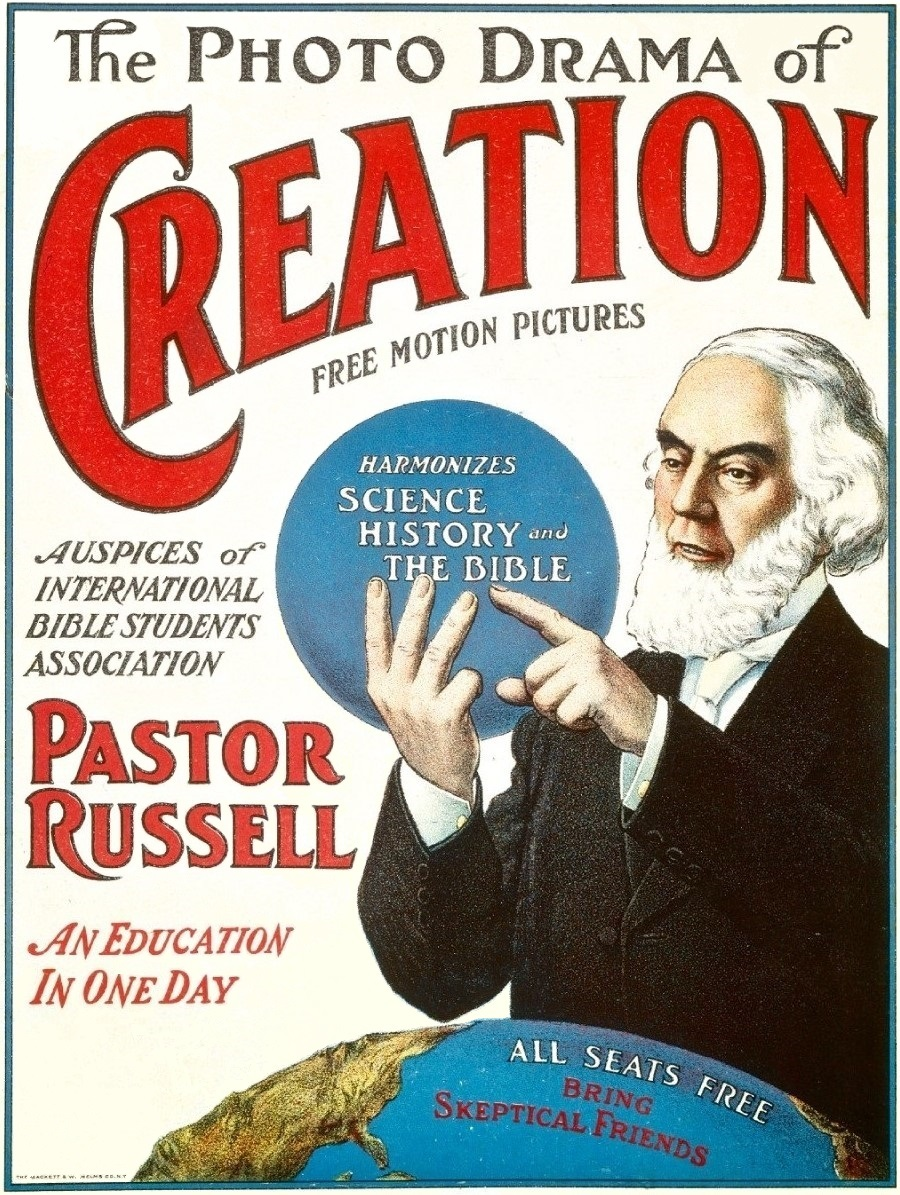
W latach 30. XX w. rozpoczęto wyświetlanie w słoweńskich miejscowościach „Fotodramy stworzenia”

### Początki
W latach 20. XX w. działalność na terenie Królestwa Jugosławii nadzorowało rumuńskie Biuro Oddziału założone w roku 1920 w Klużu. W 1925 do Mariboru przeprowadził się Franz Brand, który wierzenia Badaczy Pisma Świętego przyjął w Austrii. Podjął pracę w zakładzie fryzjerskim i pozyskał jego właściciela Richarda Tautza – wkrótce obaj byli nazywani „wierzącymi w Biblię fryzjerami”. Nieco później dołączyli do nich Ðuro Džamonja oraz Rudolf Kalle. Pod koniec lat 20. XX wieku powstała w tym mieście mała grupa głosicieli. Wykłady publiczne wygłaszane były w pewnej restauracji rybnej, której później nadano stosowną nazwę Novi svet (Nowy świat). W całej Słowenii wyświetlano „Fotodramę stworzenia”, co przyczyniło się do wzrostu liczby wyznawców. Później wyświetlano też film Dramat stworzenia. 9 września 1930 roku, dzięki pomocy byłego polityka Ðuro Džamonji, zarejestrowano korporację prawną „Latarnia Morska – Stowarzyszenie Badaczy Pisma Świętego w Królestwie Jugosławii”, reprezentującą wspólnotę wyznaniową w Królestwie Jugosławii.
W 1930 roku zorganizowano pierwszy grupowy chrzest. Działalność była prowadzona głównie w Mariborze, gdzie organizowano zebrania religijne w języku słoweńskim i niemieckim. Wkrótce „Strażnicę” zaczęto tłumaczyć na język słoweński i chorwacki. W roku 1933 szeregi Świadków Jehowy zasilili współwyznawcy z Niemiec, którzy na skutek prześladowań opuścili swoją ojczyznę; znalazł się wśród nich Martin Pötzinger, późniejszy członek Ciała Kierowniczego.
9 czerwca 1935 roku w Mariborze odbył się kongres, w którym uczestniczyli głosiciele z Austrii. W tym też roku Biuro Oddziału przeniesiono z Mariboru do Belgradu. Nadzór nad działalnością sprawowali Franz Brand i Rudolf Kalle.
W 1936 roku słoweńscy delegaci uczestniczyli w kongresie międzynarodowym zorganizowanym w Lucernie. Alfred i Frieda Tučekowie, zaopatrzeni w literaturę pomocną w głoszeniu, działali jako pionierzy w różnych częściach Jugosławii. Wówczas też Franc Močnik nagrywał w Mariborze krótkie informacje religijne, które potem współwyznawcy odtwarzali w czasie głoszenia w całej Słowenii.

### Okres prześladowań
W sierpniu 1936 roku działalność Świadków Jehowy została oficjalnie zakazana. Władze opieczętowały Sale Królestwa oraz skonfiskowały znalezioną literaturę. Zebrania religijne przeprowadzano w domach prywatnych. Zamierzano też uniemożliwić głoszenie. Pionierzy z Niemiec, mimo że byli wielokrotnie aresztowani, w dalszym ciągu prowadzili działalność kaznodziejską. Rozpowszechniano wówczas broszurę w języku słoweńskim „Sędzia Rutherford demaskuje piątą kolumnę”, która bezpośrednio piętnowała wsparcie udzielone faszystowskim władzom przez Kościół katolicki. Kilku zagranicznych pionierów wydalono z kraju, a dla wydawców broszury prokurator żądał kary od 10 do 15 lat więzienia.

Znak fioletowego trójkąta, jaki nosili Świadkowie Jehowy w obozach koncentracyjnych

W kwietniu 1941 roku wojska niemieckie zaatakowały Jugosławię. Dla Świadków Jehowy nastał okres prześladowań. 8 czerwca 1942 roku Franc Drozg z Ptuj został pierwszym słoweńskim Świadkiem Jehowy, który został stracony za odmowę służby w paramilitarnej organizacji hitlerowskiej. Inni zostali wywiezieni do prac przymusowych w Bawarii, a co najmniej 4 osoby do obozów koncentracyjnych (w styczniu 1942 roku w Auschwitz znalazł się Jan Kupljen, w lipcu Anton Papesch, a we wrześniu Cecilija Kos i Franciszka Kos przewiezione z Mariboru).
Po wojnie do władzy doszli komuniści, którzy również prześladowali Świadków Jehowy. Działalność kaznodziejska została obłożona zakazem, więc głosiciele działali konspiracyjnie, a zebrania organizowano potajemnie. W lutym 1947 roku grupę 17 osób oskarżono o działalność agenturalną na rzecz Stanów Zjednoczonych w celu obalenia socjalizmu i przywrócenia ustroju kapitalistycznego. Na kary od roku do 15 lat więzienia skazano 14 Świadków Jehowy, a Rudolfa Kalle, Dušana Mikića i Edmunda Stropnika na karę śmierci przez rozstrzelanie. Po protestach współwyznawców z zagranicy karę śmierci zamieniono na 20 lat więzienia. Sąd uniewinnił jedynie Vjekoslava Kosa, którego rodzina zginęła w obozie koncentracyjnym Dachau. Wyroki skazujące na kilkuletnie więzienie dla osób prowadzących działalność kaznodziejską wydawano do 1952 roku. W listopadzie 1953 roku ogłoszono amnestię i Świadkowie Jehowy opuścili więzienia.
W 1949 roku w Jugosławii zanotowano liczbę 460 głosicieli, w 1950 – 517, rok później – 601.

### Legalizacja i rozwój
9 września 1953 roku Socjalistyczna Federalna Republika Jugosławii pod rządami marszałka Tito oficjalnie zarejestrowała Chrześcijańską Wspólnotę Religijną Świadków Jehowy. Rejestracja pozwalała zgromadzać się w wyznaczonych salach i rozsyłać literaturę biblijną, lecz nie można było prowadzić działalności kaznodziejskiej od domu do domu, za którą groziły grzywny. Dlatego głoszono potajemnie i nieoficjalnie. Dalej też młodzi Świadkowie Jehowy odbywali kilkuletnie wyroki więzienia za odmowę podjęcia służby wojskowej.
W 1957 roku w Zagrzebiu w dawnym warsztacie przerobionym na Salę Królestwa miał miejsce pierwszy powojenny kongres dla jugosłowiańskich Świadków Jehowy. W tym też roku powstała pierwsza słoweńska Sala Królestwa w Lublanie, urządzona w odremontowanej stajni. W 1958 roku w Chorwacji powielano publikacje religijne dla wyznawców z całej Jugosławii. W roku 1960 zbory zaczęli odwiedzać nadzorcy obwodu, początkowo w weekendy, a później pełnoczasowo. Austriackie Biuro Oddziału umacniało współwyznawców pod względem organizacyjnym.
W 1967 roku w kongresie pod hasłem „Dzieło czynienia uczniów” w Klagenfurcie w Austrii uczestniczyło 889 jugosłowiańskich wyznawców. Rok później w austriackim Villach odbył się kolejny kongres pod hasłem „Dobra nowina dla wszystkich narodów” dla Świadków Jehowy z całej Jugosławii, w którym uczestniczyło 2319 osób. W 1969 roku zorganizowano ośmiodniowy kongres międzynarodowy pod hasłem „Pokój na ziemi” w Norymberdze w Niemczech. Program był przedstawiany również w językach serbsko-chorwackim oraz słoweńskim.
W roku 1976 potwierdzono prawną rejestrację działalności na terenie całej Jugosławii.
W roku 1980 w Wiedniu odbył się kongres pod hasłem „Miłość Boża” dla Świadków Jehowy z całej Jugosławii.

### Po rozpadzie Jugosławii
W roku 1991 Słowenia stała się samodzielnym państwem. W dniach od 16 do 18 sierpnia tego roku w Zagrzebiu zorganizowano pierwszy w Jugosławii kongres międzynarodowy pod hasłem „Lud miłujący wolność Bożą”, w którym uczestniczyły 14 684 osoby, w tym słoweńscy współwyznawcy. 1 lipca 1993 roku w Lublanie otwarto biuro, koordynujące działalność wyznawców w Słowenii. Od roku 1997 funkcjonowało ono jako samodzielne Biuro Oddziału, w którym pracowało 35 osób.
12 grudnia 1992 roku zarejestrowano działalność pod nazwą Świadkowie Jehowy – Chrześcijańska Społeczność Religijna w Słowenii. W tym samym roku do kraju przybyli misjonarze Debbie i Franco Dagostini, a później również dwa małżeństwa absolwentów Biblijnej Szkoły Gilead oraz pionierzy specjalni z Austrii, z Polski i z Włoch, aby pomagać w działalności kaznodziejskiej. W roku 1995 powstał Regionalny Komitet Budowlany, który dzięki pomocy ponad 100 wolontariuszy do 2008 roku wybudował lub wyremontował 14 Sal Królestwa.
W roku 1994 utworzono Dział Informacji o Szpitalach oraz zorganizowano dwa Komitety Łączności ze Szpitalami. Za zgodą ministra zdrowia zorganizowano spotkanie z dyrektorami słoweńskich szpitali, co przyczyniło się do respektowania decyzji dotyczących sposobu leczenia bez użycia krwi. W 1995 roku przeprowadzono na Świadku Jehowy pierwszą operację na otwartym sercu bez podawania krwi. Informowały o tym środki masowego przekazu, co przyczyniło się do zaznajomienia mieszkańców Słowenii z wierzeniami i działalnością tego wyznania.
W roku 2004 na zgromadzeniu okręgowym pod hasłem „Chodź z Bogiem” wydano Chrześcijańskie Pisma Greckie w Przekładzie Nowego Świata w języku słoweńskim.
12 sierpnia 2006 roku w Kamniku k. Lublany otwarto Biuro Oddziału. Na jego uroczyste otwarcie przybyło 144 delegatów z 20 krajów i 3097 delegatów ze Słowenii, Chorwacji, Bośni i Hercegowiny. W uroczystości uczestniczył członek Ciała Kierowniczego Teodor Jaracz. 27 listopada 2009 roku na mocy nowej ustawy o wolności religijnej stowarzyszenie Świadkowie Jehowy – Chrześcijańska Społeczność Religijna zostało wpisane do rządowego rejestru kościołów i związków wyznaniowych w Słowenii, jako ósma z 40 organizacji religijnych w tym kraju. W 2009 roku na zgromadzeniu okręgowym pod hasłem „Czuwajcie!” w Lublanie, Samuel Herd z Ciała Kierowniczego ogłosił wydanie Pisma Świętego w Przekładzie Nowego Świata w języku słoweńskim. Do roku 2021 w tym języku wydrukowano około 17 000 egzemplarzy tego przekładu, z których korzysta około 1800 słoweńskojęzycznych Świadków Jehowy na całym świecie.
W 2011 roku działało 2008 głosicieli w zborach słoweńskojęzycznych i jednym zborze słoweńskiego języka migowego. Wśród miejscowych pionierów usługują również absolwenci Kursu Biblijnego dla Małżeństw oraz absolwenci Kursu dla Ewangelizatorów Królestwa z Polski. W czerwcu 2017 roku delegacja Świadków Jehowy ze Słowenii uczestniczyła w kongresie specjalnym pod hasłem „Nie poddawaj się!” w Wiedniu, w 2019 roku w kongresach międzynarodowych pod hasłem „Miłość nigdy nie zawodzi!” w Berlinie, Madrycie i Saint Louis, a w 2024 roku w kongresie specjalnym pod hasłem „Głośmy dobrą nowinę!” w Budapeszcie.
18 grudnia 2021 roku Gerrit Lösch, członek Ciała Kierowniczego, ogłosił w nagranym wcześniej przemówieniu wydanie zrewidowanego Pisma Świętego w Przekładzie Nowego Świata w języku słoweńskim. W związku z pandemią COVID-19 zorganizowano specjalne zebranie w trybie wideokonferencji. Uczestniczyło w nim ponad 2000 osób.
Zebrania zborowe odbywają się w językach: słoweńskim, słoweńskim migowym, albańskim, angielskim, chińskim i chorwackim.

## Statystyki

### Liczba głosicieli (w tym pionierów)
Dane na podstawie oficjalnych raportów o działalności:
- najwyższa liczba głosicieli osiągnięta w danym roku służbowym[b] (liczby nad słupkami na wykresie)
- przeciętna liczba pionierów w danym roku służbowym (ciemniejszym odcieniem, liczby na słupkach wykresu; od 2017 roku tylko pionierów pełnoczasowych, bez pomocniczych)